# Rote Bruderschaft
Die polnische Freimaurerloge  Rote Bruderschaft  (auch: Czerwone Bractwo oder La Confrérie Rouge) war die älteste Loge in Polen-Litauen. Sie wurde 1721 von Michał Fryderyk Czartoryski, Jan Jerzy Przebendowski und Franciszek Maksymilian Ossoliński in Warschau gegründet.
Entgegen der Tradition nahm die Loge auch Frauen auf. Sie stand unter dem Einfluss der schottischen Jakobitenlogen. Neben polnischen und litauischen Adeligen gehörten auch Freimaurer aus Preußen und Sachsen der Loge an. Es ist nicht bekannt, wann die Loge ihre Arbeiten einstellte.